# Ménarche
La ménarche est la période des premières menstruations, c'est-à-dire la première fois où, dans le cycle ovulatoire, une femme a ses règles.

## Âge moyen chez l'humain
L'âge moyen de la ménarche est corrélé au début de la vie sexuelle des femmes et la baisse de cet âge moyen entraîne un risque accru d'abus sexuel et de grossesses précoces chez les adolescentes. La baisse de cet âge a été avérée dans la plupart des zones industrialisées du monde, passé de 17 à 13 ans en un siècle aux États-Unis, la baisse s'est faite dans l'ensemble de l'Europe occidentale au rythme d'environ 3 à 4 mois par décennie.
L'âge de la ménarche est par ailleurs influencé par les facteurs environnementaux. Il est admis qu'une nourriture équilibrée et suffisante et des accès corrects aux soins ont tendance à faire baisser cet âge, et pourraient être à l'origine de la baisse constante constatée dans les pays du Nord. En outre, des produits chimiques stimulant les hormones pourraient être un facteur prépondérant de cette évolution. Les facteurs sociaux influençant l'âge ménarchique sont aussi non négligeables ; une meilleure éducation des parents avance l'âge de la ménarche et une fratrie plus grande le recule.
La tendance à la baisse de l'âge ménarchique s'est stabilisée depuis les années 1980 à 1990. De ce fait, la fécondité des filles en deçà de cet âge peut-être considéré comme atypique : il est acquis que la baisse de la ménarche jusqu'à la fourchette des 12 à 13 ans en moyenne relève de l'existence d'un seuil biologique en deçà duquel on ne peut descendre.

## Âge moyen dans différents pays
| Pays                         | Âge de la ménarche | Âge médian ou moyen | Date de l'étude |
| ---------------------------- | ------------------ | ------------------- | --------------- |
| Finlande                     | 13,3 ans           | moyen               | 1993            |
| Suède                        | 13,2 ans           | médian              | 1996            |
| Norvège                      | 13 ans et 6 mois   | moyen               | 1950            |
| Danemark                     | 13 ans             | moyen               | 1998            |
| Russie                       | 13 ans et 2 mois   | moyen               | 1980            |
| Royaume-Uni                  | 13 ans             | médian              | 1993            |
| Allemagne,                   | 13,5 ans           | médian              | 1996            |
| Pays-Bas                     | 13,2 ans           | médian              | 2000            |
| Belgique                     | 13,1 ans           | médian              | 1985            |
| France,                      | 12,6 ans           | moyen               | 2001            |
| Suisse                       | 13,4 ans           | médian              | 1983            |
| Hongrie                      | 12,63 ans          | médian              | 1996            |
| Espagne                      | 12,6 ans           | moyen               | 2002            |
| Italie                       | 12 ans             | médian              | 1995            |
| Grèce                        | 12 ans et 4 mois   | moyen               | 1999            |
| Bulgarie                     | 12 ans et 7 mois   | moyen               | 1985            |
| États-Unis [Blanches]        | 12,6 ans           | moyen               | 2007            |
| États-Unis [Noires]          | 12,1 ans           | moyen               | 2007            |
| États-Unis [Hispaniques]     | 12,2 ans           | moyen               | 2007            |
| Canada                       | 12,72 ans          | moyen               | 2010            |
| Mexique[réf. à confirmer]    | 12,5 ans           | moyen               |                 |
| Brésil                       | 12,6 ans           | moyen               | 2010            |
| Argentine                    | 12,2 ans           | moyen               | 2003            |
| Chili                        | 12,5 ans           | moyen               | 2000            |
| Venezuela [favorisée]        | 12,6 ans           | médian              | 2000            |
| Venezuela [défavorisé]       | 12,9 ans           | médian              | 1981            |
| Guatemala                    | 13,8 ans           |                     | 1995            |
| Colombie                     | 13,4 ans           | médian              | 2001            |
| Japon                        | 12,6 ans           | médian              | 1992            |
| Hong Kong [favorisée]        | 12,4 ans           | médian              | 1997            |
| Chine [favorisée]            | 12 ans et 6 mois   | moyen               | 2010            |
| Chine [défavorisée]          | 13,7 ans           | médian              | 1999            |
| Inde [favorisée]             | 12,1 ans           | moyen               | 1998            |
| Inde [défavorisée]           | 15,4 ans           | moyen               | 1998            |
| Thaïlande                    | 12,5 ans           | moyen               | 1997            |
| Afrique du Sud [favorisée]   | 13,2 ans           | moyen               | 1990            |
| Afrique du Sud [défavorisée] | 14,6 ans           | moyen               | 1990            |
| Cameroun [favorisé]          | 13,2 ans           | moyen               | 1999            |
| Cameroun [défavorisé]        | 14,3 ans           | moyen               | 1999            |
| Sénégal [défavorisé]         | 16,1 ans           | moyen               | 1997            |
| Nigeria                      | 13,1 ans           | moyen               | 1996            |

La médiane en France est de 13,1 ans.